# Al Lewis (banjospeler)
'Father' Al Lewis (1902 – Galliano, 12 april 1992) was een jazz--banjospeler die speelde met verschillende grote New Orleans jazzbands in het Dixieland-genre. Hij koos zijn bijnaam naar die van Earl Hines ('Fatha'), wiens pianosoli hij probeerde na te spelen op de banjo. Hij speelde een belangrijke rol als conservator van 'verdwenen' muziek.

## Biografie
Lewis, een grote, imposante man, speelde naar het gehoor, zoals zoveel musici in die tijd. Vanaf rond 1918 speelde hij in New Orleans en op rivierboten op de Mississippi. Lewis werkte in het begin van zijn loopbaan bij Joe "King" Oliver en andere groepen.
Toen Chicago het nieuwe jazzcentrum werd, werd de banjo, nu een ouderwets instrument, alleen nog in New Orleans gespeeld. Er was gaandeweg steeds minder emplooi voor banjospelers en op een gegeven moment stopte Lewis met de professionele muziek, om uiteindelijk een baan te aanvaarden bij een verzekeringsmaatschappij, in Memphis. Eind jaren zeventig herkende iemand van de Preservation Hall hem en nodigde hem uit met de Hall te spelen. Hij deed dat, gaf les aan een nieuwe generatie musici en gaf muzikanten de gelegenheid oude liedjes te transcriberen die hij in zijn hoofd had, nooit waren opgeschreven en die anders verloren zouden gaan. Op deze wijze werden tientallen songs gered.
In zijn latere jaren speelde en zong hij zowel in Preservation Hall als op de straten van het French Quarter, waarbij het publiek tussen de nummers door wel verraste door ballonnen of sleutelhangers uit te delen.
In de jaren tachtig speelde hij met dixieland-revival-bands van over de hele wereld. Hij speelde met onder andere de Preservation Hall Jazz Band, Lars Edegran's New Orleans Jazz Band, de Maryland Jazz Band of Cologne en de New Orleans Joymakers. Hij nam een plaat onder eigen naam op, 'Father Al Lewis', een LP die later ook op cd verscheen
Hij overleed op 12 april 1992 in Lady of the Sea Hospital in Galliano, 87 jaar oud. De doodsoorzaak is onbekend